# Arbetarepartiets Bibliotek
Arbetarepartiets Bibliotek gavs ut en gång i veckan från 23 maj 1896 till 6 februari 1897. Tidningen var en ideologisk historisk tidskrift.
Tidningen trycktes i Arbetarnes Tryckeris Accidensavdelning med antikva som typsnitt. Varje nummer innehöll 16 sidor i oktavformat 16,5 x 9,4 cm. Utgivningsbevis för tidningen utfärdades för typografen Karl Magnus Ziesnitz den 27 maj 1896. Karl Magnus Ziesnitz var partisekreterare i SAP vid denna tid. Tidningen kostade 4 k och 75 öre för 52 nummer men bara 23 nr kom ut. Häfte. 1–15 kostade 10 öre stycket och omfattade 245 sidor i oktavformat.
Tidningen innehåller: Socialismens historia tecknad i fristående skildringar av
- Eduard Bernstein
- C. Hugo,
- Karl Kautsky
- Paul Lafargue
- Franz Mehring,
- Georgij Plechanov
- Den nyare Socialismens förelöpare 1: Från Plato till vederdöparne av Karl Kautsky. Bemyndigad öfversättning av Hjalmar Branting, 8:o (367 s.).
- 1896:Från nr 6 ingår  Det glada England eller Samhället sådant det är och sådant det borde vara av Robert Blatchford. Öfversättning från eng. av A. F. Åkerberg med en efterskrift av Hjalmar Branting.[1][2]